# San José (Kostarika)
San José je hlavním městem Kostariky. Nachází se v kostarickém Centrálním údolí, ve kterém žije většina populace státu. Spolu se blízkými městy Alajuela, Heredia, Cartago a dalšími sídly vytváří rozlehlou aglomeraci, která udává ekonomický vývoj celé země. Je známé pro svůj pozoruhodný urbanistický vývoj, kdy historické budovy z koloniálního období přímo sousedí s ultramoderními stavbami. Velkým problémem města je znečištění ovzduší a vody. Název města je odvozen od jména svatého Josefa (španělsky San José). Místní mu rovněž říkají Chepe, familiární podobou jména José.
San José patří k prvním městům na světě, kde bylo zavedeno veřejné elektrické osvětlení. Stalo se tak v roce 1884.

## Přírodní podmínky
Město se rozkládá v nadmořské výšce okolo 1170 metrů nad mořem. Má vlhké tropické klima, leží v pramenné oblasti řek, které se vlévají do Tichého oceánu. Teploty se během roku drží v rozmezí 18 a 22 °C, roční srážky jsou cca 2000 mm.

## Galerie

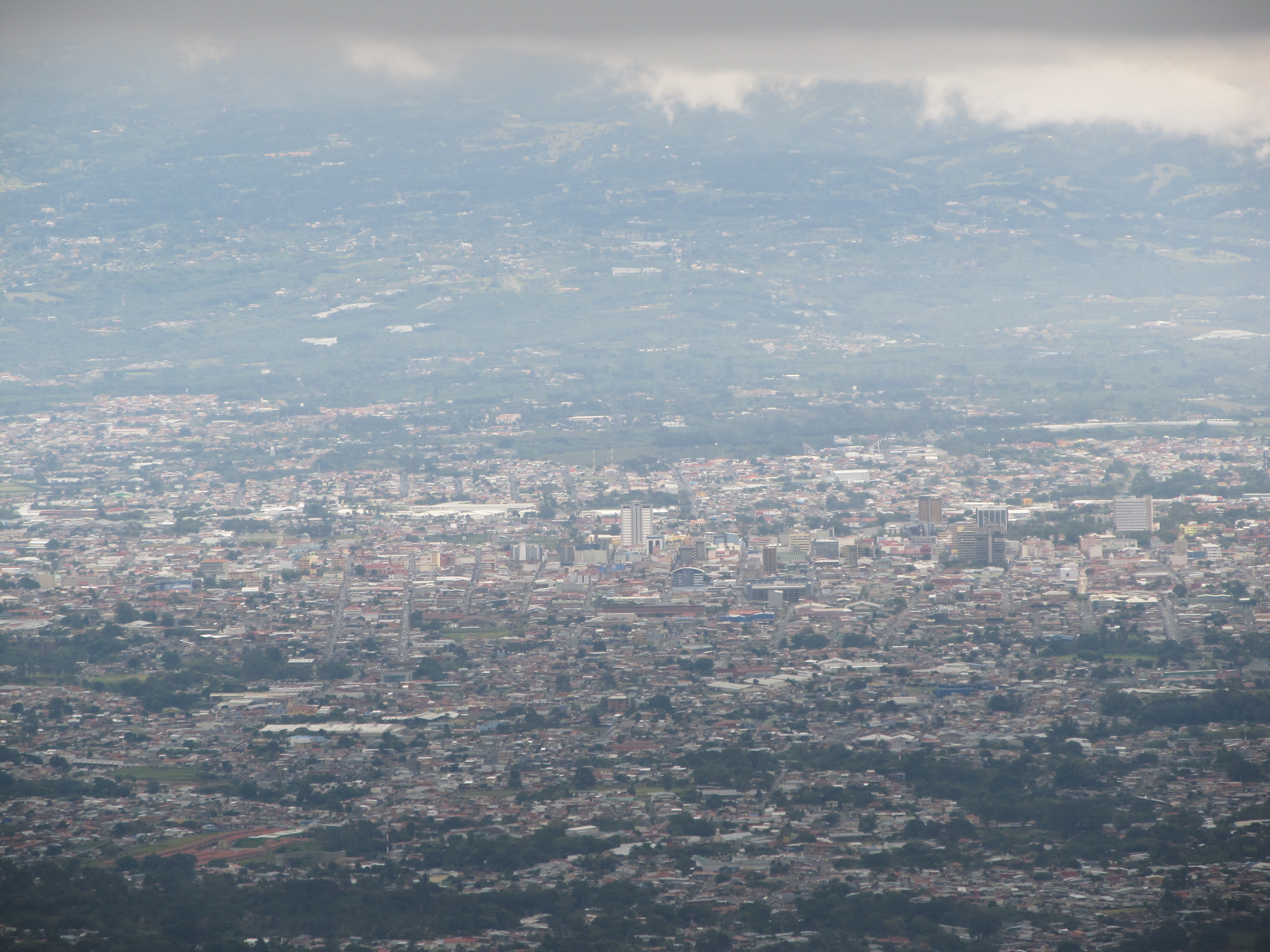
San José (Kostarika)
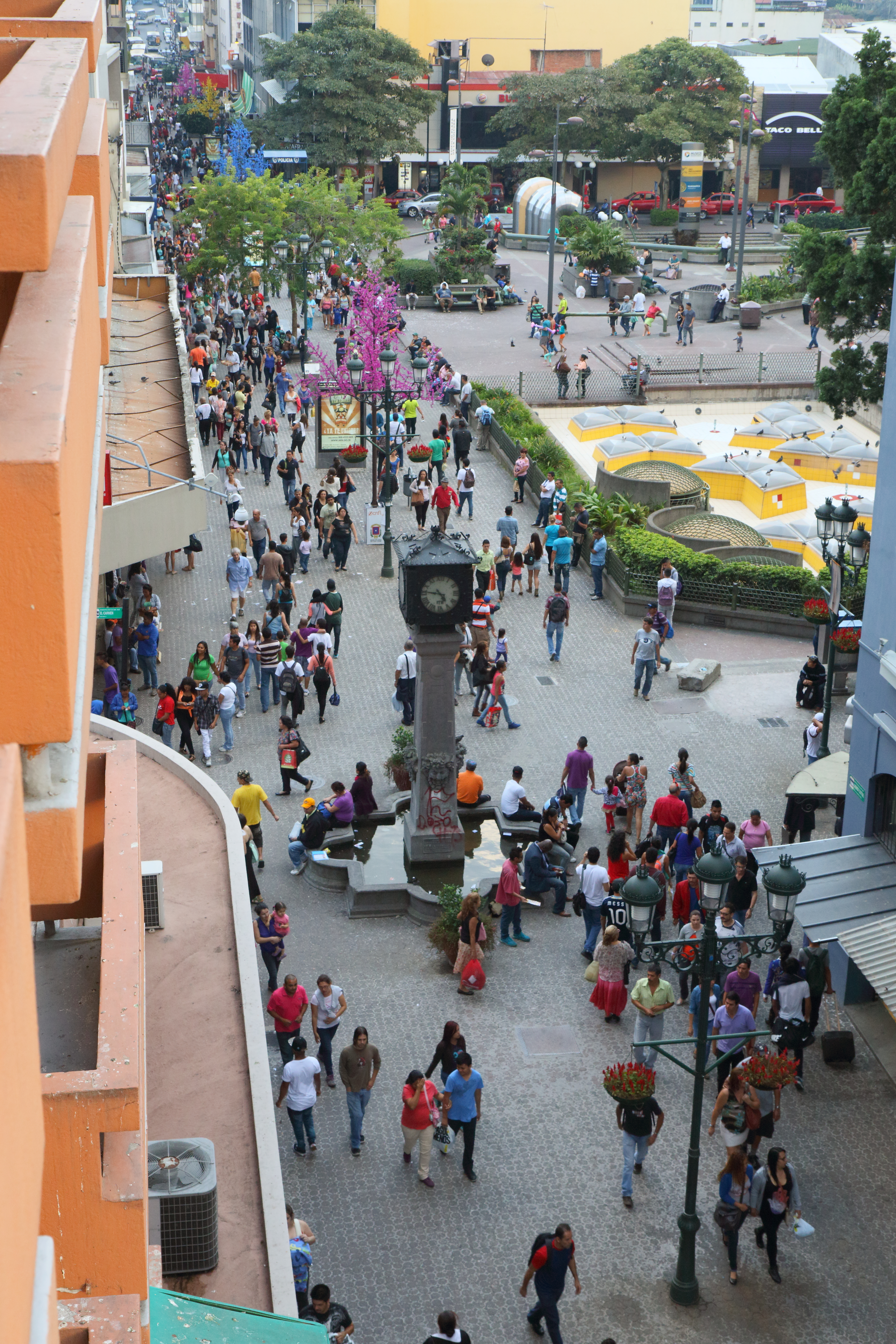
San José (Kostarika)
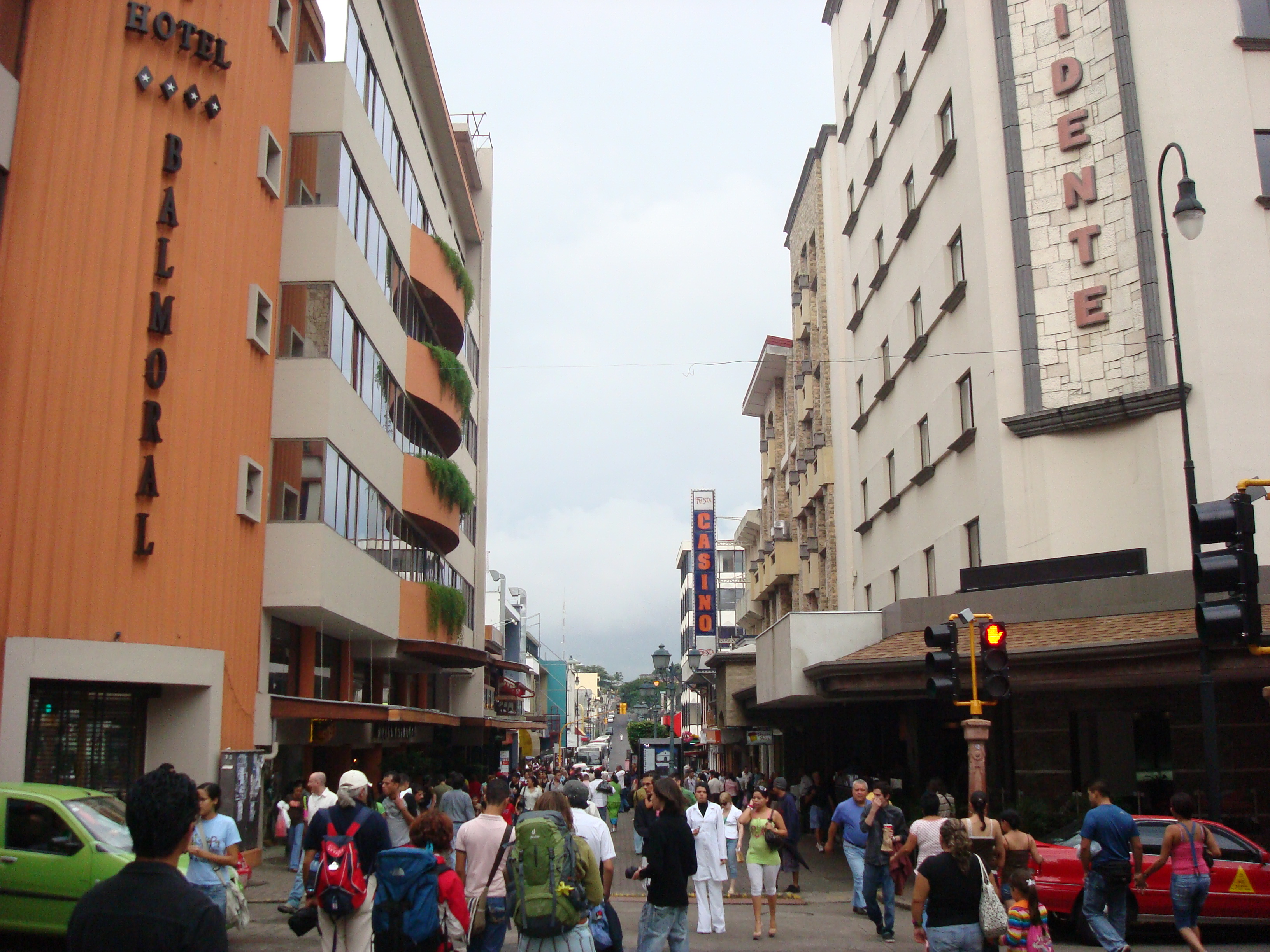
San José (Kostarika)
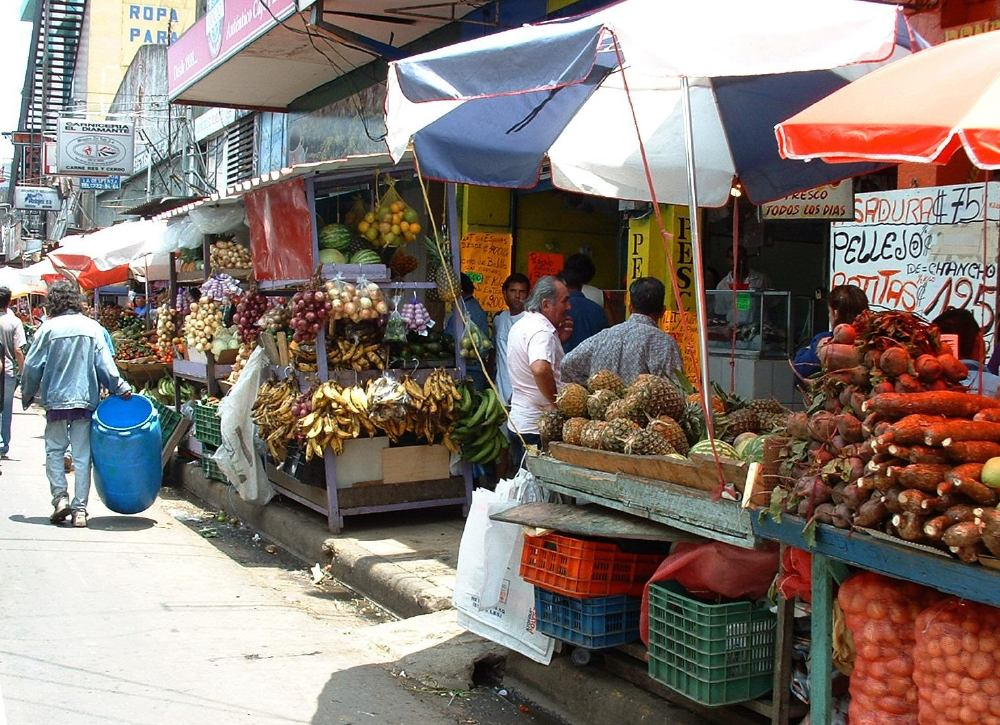
San José (Kostarika)

## Partnerská města
- Ahuachapán, Salvador

- Athény, Řecko
- Bari, Itálie
- Ciudad de Guatemala, Guatemala
- Ciudad de México, Mexiko
- Ecatepec, Mexiko
- Goiânia, Brazílie
- Guadalajara, Mexiko
- Huancayo, Peru
- Jayapura, Indonésie
- Kfar Saba, Izrael
- Lima, Peru
- Madrid, Španělsko
- Managua, Nikaragua
- Maracay, Venezuela
- Montevideo, Uruguay
- Okajama, Japonsko
- Peking, Čína
- Quetzaltenango, Guatemala
- Rio de Janeiro, Brazílie
- San José, Kalifornie, Spojené státy
- San Pedro Sula, Honduras
- Santiago, Chile